# إبراهيم العرجاني
إبراهيم جمعة العرجاني (من مواليد 4 ديسمبر 1977)، هو رجل أعمال مصري ورئيس اتحاد قبائل سيناء. ولد في منطقة الشيخ زويد بمحافظة شمال سيناء، وهو أبرز أفراد قبيلة الترابين. تولى منصب رئيس مجلس إدارة قائمة شركات أبناء سيناء، وشركة مصر سيناء للتنمية الصناعية والاستثمار، وهو رئيس مجلس إدارة شركة جلوبال أوتو للسيارات.

## حياته
عمل كسائق أجرة قبل أن يؤسس أول شركة عام 2010 تحت اسم "أبناء سيناء"، ثم وسّع نشاطه إلى المقاولات، والتنمية، والاستثمار.
والده جمعة العرجاني شيخ قبيلة الترابين ووالدته صبحية الشاعر من قطاع غزة من منطقة خان يونس. نشأ في الشيخ زويد، حيث درس وحصل على بكالوريوس زراعة . عمه الحاج سليم هو من الزعماء ذوي الفضل في سيناء.
ولد في منطقة الشيخ زويد في محافظة شمال سيناء عام 1971. حصل على درجة بكالريوس الزراعة. ويستحوذ العديد من الشركات الخاصة بالنقل كذلك يمتلك الكثير من المراكز خيرية أشهرها شركة مصر للتنمية الاقتصادية والصناعة. أواخر عام 2008، وضمن المناوشات بين بدو سيناء والأمن المصري الذي شدد الحصار عليهم بسبب اتهامهم بالمسؤولية عن تفجيرات طابا 2004 وشرم الشيخ 2005، جرى القبض على العشرات من الناشطين في شبه الجزيرة.

## مسيرته المهنية
حصل العرجاني بكالريوس زراعة ويتولى حالياً رئاسة مجلس إدارة قائمة شركات أبناء سيناء، ورئيس مجلس أمناء مؤسسة سيناء لخير والتنمية الاقتصادية، ورئيس مجلس إدارة شركة مصر سيناء للتنمية الصناعية والاستثمار.
في يناير 2022، أصدر الرئيس عبد الفتاح السيسي قرارًا بتعيين المهندس إبراهيم العرجاني، عضوًا بمجلس إدارة الجهاز الوطني لتعمير شبه جزيرة سيناء والتي تعتبر هيئة عامة اقتصادية تتبع رئاسة مجلس الوزراء.
يترأس إبراهيم العرجاني (نيابة عن مجموعة العرجاني) مجلس ادارة شركة جلوبال أوتو للسيارات. وهي شراكة مصرية خليجية (يمثل الجانبي المصري مجموعة العرجاني والصافي، وشركتي محمد يوسف ناغي للسيارات (السعودية) وأولاد علي غانم (الكويت). في 29 نوفمبر 2022، أصدرت جلوبال أوتو بياناً ببدء عملها كوكيل رسمي في السوق المصري للعلامة التجارية بي إم دبليو والإنجليزية ميني كوپر.

### رعاية الأهلي
في 19 يناير 2023، أعلن النادي الأهلي عن توقيع عقد مع راع جديد على قميص ناديه خلال بطولة كأس العالم للأندية 2023. وفي مساء نفس اليوم أقام النادي حفلاً ضخماً بمناسبة توقيع التحالف الاستراتيجي بين الأهلي ومؤسسة العرجاني جروب. سيشمل التحالف بين الطرفين العديد من المحاور أبرزها، المجال السياحي وسيصبح أساس التعاون بين الأهلي متمثلا في شركة الأهلي للسياحة ومؤسسة العرجاني في سفر مشجعي النادي لمساندة الفريق ببطولة كأس العالم للأندية.

## الجدل والاتهامات
اتهمه بعض الإعلام بتورطه في تهريب وابتزاز بالعلاقة مع غزة وفرض رسوم على ركاب ومعابر، كما وجهت إليه اتهامات بالتورط في اعتداءات على ناشطين، رغم عدم توافر إثباتات قاطعة.